# انتخابات الرئاسة الباكستانية 2013
انتخابات الرئاسة الباكستانية 2013 هي الانتخابات الرئاسية التي جرت في 30 يوليو 2013، في باكستان، لانتخاب رئيس باكستان، فاز بالانتخابات ممنون حسين.